# 伯勒讷格尔
伯勒讷格尔（Baranagar），是印度西孟加拉邦North Twentyfour Parganas县的一个城镇。总人口250615（2001年）。

## 人口
该地2001年总人口250615人，其中男性132701人，女性117914人；0—6岁人口19653人，其中男10048人，女9605人；识字率82.49%，其中男性为85.80%，女性为78.77%。